# Nando Gazzolo
Ferdinando Gazzolo, detto Nando (Savona, 16 ottobre 1928 – Nepi, 16 novembre 2015), è stato un attore e doppiatore italiano.

## Biografia

Laura Solari e Nando Gazzolo nella commedia di Vittorio Calvino Ancora addio (1956)

Figlio dell'attore e doppiatore Lauro Gazzolo e dell'annunciatrice radiofonica Aida Ottaviani Piccolo, era fratellastro maggiore dell'attore Virginio Gazzolo e padre di tre figli, uno dei quali è l'attore Matteo Gazzolo.
Dopo il suo esordio alla radio debutta in teatro a vent'anni, nel 1948, con Antonio Gandusio e raggiunge il successo nell'Antonio e Cleopatra allestito da Renzo Ricci nel 1951.
Nel 1954 interpreta Orazio nell'Amleto, messo in scena da Vittorio Gassman e Luigi Squarzina con il Teatro d'Arte Italiano. Oltre che nel teatro, dalla metà degli anni cinquanta lavora per il doppiaggio e negli anni seguenti intraprende una brillante carriera televisiva. Con la televisione conquista una più vasta popolarità legando il suo volto e la sua straordinaria voce all'interpretazione di numerosi sceneggiati quali Capitan Fracassa (1958), La cittadella (1964) e La fiera della vanità (1967), diretti da Anton Giulio Majano.
L'esordio nel cinema è nel 1961 con il film storico Costantino il Grande, cui seguiranno altri ruoli cinematografici. Intenso è il lavoro nel doppiaggio cinematografico, in cui presta la propria voce ad interpreti prestigiosi, come David Niven, Michael Caine, Frank Sinatra, Yul Brynner, Marlon Brando, Robert Duvall, Donald Sutherland, Laurence Olivier, Clint Eastwood, Louis Jourdan, Henry Fonda e altri. Nel 1963 è la voce narrante de Il mulino del Po, sceneggiato televisivo di Sandro Bolchi.
Nel 1968 è il protagonista della miniserie televisiva italiana Sherlock Holmes. Nel 1971 è Thomas nello sceneggiato I Buddenbrook di Thomas Mann, con la regia di Edmo Fenoglio.
Negli anni settanta ha partecipato al famoso programma televisivo pubblicitario Carosello in tre serie: prestando la sua voce nell'episodio pubblicitario a favore del Gruppo Finanziario Tessile, tra il 1972 e il 1976; negli episodi Poesie di tutti i tempi e poi Tradizione cliente, andati in onda in più cicli tra il 1965 e il 1976, per pubblicizzare l'Amaretto di Saronno dell'Illva, e ne Il primo anno di vita (voce) per il biscotto Plasmon, nel 1970.
Nell'agosto 1970 è il padrone di casa della trasmissione radiofonica d'intrattenimento del mattino "Voi ed Io" in onda sul Programma Nazionale Radiorai tutti i giorni dal lunedì al sabato dalle 9,15 alle 11,30 per tutto il mese riscuotendo un personale successo d'ascolto soprattutto negli angoli del programma dedicati alla recitazione di poesie e prosa varia. Gazzolo torna ai microfoni di " Voi ed Io" nel febbraio 1974 conducendo una nuova edizione del programma con immutata audience da parte dei radioascoltatori.
Negli anni ottanta partecipa come narratore ai Raccontastorie, raccolta di fiabe per bambini lette da attori e doppiatori italiani. Inoltre, lavorò alla TV su Telemontecarlo per il documentario La pesca.
Parallelamente al suo lavoro in televisione ha continuato a recitare in palcoscenico in un repertorio di teatro soprattutto classico, diretto da registi, come Walter Pagliaro, Mario Ferrero, Dario Fo, Orazio Costa, Gabriele Lavia, Giorgio Albertazzi e Sandro Sequi. Tra gli allestimenti teatrali memorabile (ma contrastato) quello nel 1976 della commedia di Dario Fo, Chi ruba un piede è fortunato in amore.
Oltre alle pièce teatrali, ha letto opere di poeti, come D'Annunzio, García Lorca, Leopardi, Neruda, Montale, Pascoli, Pasolini, Quasimodo, Saba, Ungaretti. Dal 2002 lavora alla realizzazione di una collana di CD contenente una vasta selezione di brani di prosa e poesia. Tra gli ultimi lavori a teatro, Sul lago dorato di Ernest Thompson (2003), Servo di scena di Ronald Harwood (2006) e Il burbero benefico di Goldoni (2007).
Nando Gazzolo muore il 16 novembre 2015 in una clinica di Nepi, dove era degente da una settimana, all'età di 87 anni. «Gazzolo era ricoverato - spiega la famiglia - per il complessivo aggravarsi delle condizioni in seguito anche a una frattura del femore di cinque anni fa». Dopo tre giorni i funerali si svolgono nella basilica di Santa Maria in Montesanto, nota anche come Chiesa degli artisti in piazza del popolo a Roma; riposa al cimitero di Riano.

## Filmografia

### Cinema
- Costantino il Grande, regia di Lionello De Felice (1960)
- Jeff Gordon, il diabolico detective, regia di Raoul André (1963)
- Totò e Cleopatra, regia di Fernando Cerchio (1963)
- I pirati della Malesia, regia di Umberto Lenzi (1964)
- La rivolta dei sette, regia di Alberto De Martino (1964)
- Un fiume di dollari, regia di Carlo Lizzani (1966)
- Upperseven, l'uomo da uccidere, regia di Alberto De Martino (1966)
- Django spara per primo, regia di Alberto De Martino (1967)
- Un caso di coscienza, regia di Giovanni Grimaldi (1970)
- Angeli al sud, regia di Massimo Scaglione (1991)
- La rentrée, regia di Franco Angeli (2000)
- Mari del sud, regia di Marcello Cesena (2001)
- Il sottile fascino del peccato, regia di Franco Salvia (2010)

### Televisione

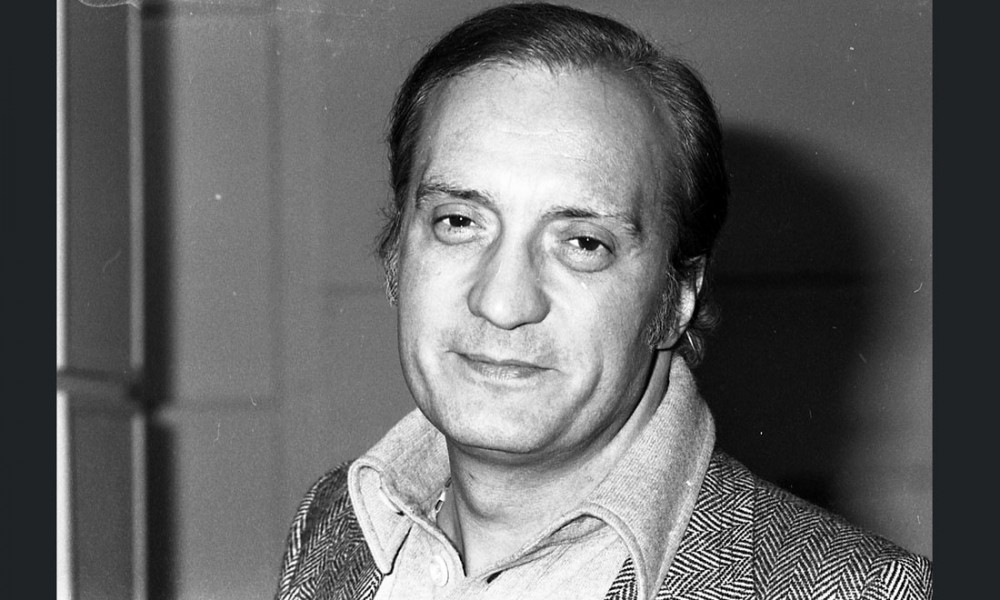
Nando Gazzolo nel 1974

- L'avaro, regia di Vittorio Cottafavi – film TV (1957)
- Capitan Fracassa, regia di Anton Giulio Majano – miniserie TV (1958)
- Antigone, regia di Vittorio Cottafavi – film TV (1958)
- Processo di famiglia, regia di Vittorio Cottafavi – film TV (1959)
- Ruy Blas, regia di Sandro Bolchi – film TV (1959)
- Re Lear, regia e adattamento di Sandro Bolchi – teatro (1960)
- La nostra pelle di Sabatino Lopez, regia di Edmo Fenoglio – prosa televisiva, trasmessa sul Programma Nazionale, il 28 ottobre 1960.
- Giallo club - Invito al poliziesco – serie TV, 3 episodi (1960-1961)
- Delitto perfetto, regia di Vittorio Cottafavi – film TV (1962)
- Rancore, regia di Claudio Fino – film TV (1962)
- Processo a Gesù, regia di Sandro Bolchi – film TV (1963)
- Il mulino del Po, regia di Sandro Bolchi – miniserie TV (1963)
- La sciarpa, regia di Guglielmo Morandi – miniserie TV (1963)
- Nozze di sangue, regia di Vittorio Cottafavi (1963)
- La cittadella, regia di Anton Giulio Majano – miniserie TV (1964)
- Ultima Boheme – miniserie TV (1964)
- Medea, regia di Alexis Minotis – film TV (1965)
- La ragione degli altri, regia di Ottavio Spadaro – film TV (1965)
- Il fiore sotto gli occhi, regia di Alessandro Brissoni – film TV (1965)
- Questa sera parla Mark Twain – miniserie TV (1965)
- Corruzione al Palazzo di giustizia, regia di Ottavio Spadaro – miniserie TV (1966)
- Oblomov – miniserie TV (1966)
- Il processo di Savona, regia di Piero Schivazappa – film TV (1967)
- Dossier Mata Hari – miniserie TV (1967)
- La fiera della vanità, regia di Anton Giulio Majano – miniserie TV (1967)
- Sherlock Holmes, regia di Guglielmo Morandi – miniserie TV (1968)
- Non cantare, spara, regia di Daniele D'Anza – miniserie TV (1968)
- Processi a porte aperte: Il barone dei diamanti – serie TV, 1 episodio (1968)
- Il sorriso della Gioconda, regia di Enrico Colosimo (1969)
- Un caso di coscienza, regia di Giovanni Grimaldi – film TV (1970)
- I Buddenbrook, regia di Edmo Fenoglio – miniserie TV (1971)
- Quando la luna è blu, regia di Enrico Colosimo (1971)
- Uno dei due, regia di Claudio Fino – serie TV (1971)
- Uno dei due 2, regia di Claudio Fino – serie TV (1972)
- L'assassinio dei fratelli Rosselli, regia di Silvio Maestranzi – miniserie TV (1974)
- Lo specchio lungo di John Boynton Priestley, regia di Ottavio Spadaro (1975)
- L'abisso, regia di Carlo Lodovici – film TV (1975)
- Ritratto di signora – miniserie TV (1975)
- Albert e l'uomo nero, regia di Dino Bartolo Partesano – miniserie TV (1976)
- L'ultimo aereo per Venezia – miniserie TV (1977)
- Morte di un seduttore di paese, regia di Nanni Fabbri – film TV (1978)
- Gelosia, regia di Leonardo Cortese – miniserie TV (1980)
- Casa Cecilia – serie TV (1982)
- La trappola originale – miniserie TV (1982)
- Il diavolo al Pontelungo – miniserie TV (1982)
- Le retour d'Arsène Lupin – serie TV, 1 episodio (1989)
- Il giudice istruttore, regia di Florestano Vancini – miniserie TV (1990)
- Sospetti – serie TV (2000)
- Valeria medico legale – serie TV, 14 episodi (2000-2002)

## Doppiaggio

### Cinema
- David Niven in Il giro del mondo in 80 giorni, Buongiorno tristezza, Tavole separate, Tutte le ragazze lo sanno, Divieto d'amore, Non mangiate le margherite, I cannoni di Navarone, La Pantera Rosa, I due seduttori, James Bond 007 - Casino Royale, Assassinio sul Nilo
- Richard Widmark in La conquista del West, Ultima notte a Warlock, Sfida nella città morta, Il fronte del silenzio, Alvarez Kelly, L'agguato, Le lunghe navi e nel ridoppiaggio di Cielo giallo
- Peter Cushing in Alessandro il Grande, La furia dei Baskerville, La mummia, Le spose di Dracula, Lo sguardo che uccide, Le cinque chiavi del terrore
- Rex Harrison in My Fair Lady, Masquerade, Il favoloso dottor Dolittle, Quei due
- Michael Caine in Gambit - Grande furto al Semiramis, Quills - La penna dello scandalo, La vendetta di Carter, Miss Detective
- George C. Scott in Lo spaccone, Il dottor Stranamore - Ovvero: come ho imparato a non preoccuparmi e ad amare la bomba, Il giorno del delfino, Isole nella corrente
- Louis Jourdan in Il conte di Montecristo, International Hotel, Octopussy - Operazione piovra, L'anno della cometa
- Henry Fonda in C'era una volta il West, Il mio nome è Nessuno, Non stuzzicate i cowboys che dormono
- Christopher Lee in Verso la città del terrore, Ercole al centro della Terra, Il teatro della morte
- Yul Brynner in I dieci comandamenti, I bucanieri
- Bradford Dillman in Frenesia del delitto, Francesco d'Assisi
- Rod Steiger in Al Capone, Mussolini ultimo atto
- Martin Balsam in Psyco, Colazione da Tiffany
- Charlton Heston in La più grande storia mai raccontata, I tre moschettieri
- Franco Nero in Il mercenario, Django, Le colt cantarono la morte e fu... tempo di massacro
- Philippe Clay in Nathalie, Totò a Parigi, I moschettieri del mare
- Gian Maria Volonté in Per un pugno di dollari e Per qualche dollaro in più
- Warren Beatty in Splendore nell'erba, La primavera romana della signora Stone
- Steve McQueen in Amante di guerra
- Alec Guinness in Il nostro agente all'Avana
- Marlon Brando in Gli ammutinati del Bounty
- Montgomery Clift in I giovani leoni
- James Cagney in Uno, due, tre!
- Britt Lomond in La sfida di Zorro
- Kevin McCarthy in L'invasione degli ultracorpi
- Jean Desailly in Il commissario Maigret
- Herbert Lom in Spartacus
- Henri Vidal in Quartiere dei Lillà
- Marius Goring in Exodus
- Michael Redgrave in Suspense
- Hurd Hatfield in Il re dei re
- Roger Moore in Desiderio nel sole
- Peter O'Toole in Furto alla banca d'Inghilterra
- Martin Landau in Cleopatra
- Pierre Cressoy in Un dollaro bucato
- Kenneth Nelson in Festa per il compleanno del caro amico Harold
- Clint Eastwood in Ispettore Callaghan: il caso Scorpio è tuo!
- Laurence Olivier in Gesù di Nazareth
- Robert Harper in C'era una volta in America
- Donald Sutherland in Sorvegliato speciale
- Roberts Blossom in Mamma, ho perso l'aereo
- Robert Hirsch in Miss spogliarello
- William Powell in La maschera di mezzanotte (Ridoppiaggio)
- Robert Vaughn in Superman III
- Scott Brady in L'invasione - Marte attacca Terra
- James Donald in I vichinghi
- Carleton G. Young in Il bacio del bandito
- John Hudson in Sfida all'O.K. Corral
- Jean Keraudy in Il buco
- Robert Taylor in Il boia
- Richard Conte in Le 5 mogli dello scapolo
- Dan Duryea in Apache in agguato
- Frank Sinatra in Orgoglio e passione
- Fred Astaire in L'affittacamere
- Kirk Douglas in Countdown dimensione zero
- Karl Malden in Il segreto di Pollyanna
- Thomas Holtzmann in Il processo
- Enzo Fiermonte in La maja desnuda
- Steve Forrest in Il diavolo in calzoncini rosa
- Jean-Louis Trintignant in Parigi brucia?
- Yoshio Tsuchiya in I misteriani
- Franco Fabrizi in Racconti d'estate
- Lionel Murton in Fuoco nella stiva
- Gene Kelly in La signora e i suoi mariti
- Robert Walker in L'altro uomo
- Arthur Kennedy in Assassinio al galoppatoio
- Karlheinz Böhm in Appuntamento fra le nuvole
- Don Eitner in Kronos, il conquistatore dell'universo
- Keith Andes in Interludio
- Michael Craig ne Gli uomini condannano
- Earl Holliman in Il giorno della vendetta
- Conrado San Martín in Il colosso di Rodi
- Peter Finch in Judith
- Martin Benson in Storia cinese
- Gustavo Rojo in Vento di tempesta
- Joseph Wiseman in Furto su misura
- Gérard Tichy in Superargo contro Diabolikus
- Ken Scott in La donna dai tre volti
- Jacques Berthier in Tiffany memorandum
- Voce narrante in Jules e Jim, 2019 - Dopo la caduta di New York, Amore, ritorna!

### Televisione
- Christopher Lee in Il giro del mondo in 80 giorni
- George C. Scott in Jane Eyre nel castello dei Rochester

### Animazione
- Voce narrante ne Il nano e la strega, La bella e la bestia, Dark Crystal
- Johnny in West and Soda

## Prosa radiofonica Rai
- Il piccolo Eyolf di Henrik Ibsen, regia di Enzo Ferrieri, trasmessa l'11 gennaio 1943.
- Il mio e il tuo di Vittorio Calvino, regia di Pietro Masserano Taricco, trasmessa il 24 marzo 1943.
- Le donne curiose, commedia di Carlo Goldoni, regia di Enzo Ferrieri, trasmessa il 16 marzo 1947.
- Gente magnifica di William Saroyan, regia di Enzo Ferrieri, trasmessa il 8 gennaio 1948.
- I cicisbei, commedia di Carlo Goldoni, regia di Enzo Ferrieri, trasmessa il 25 marzo 1948.
- A che pensi Stefano?, commedia di Gian Francesco Luzi, regia di Enzo Ferrieri, trasmessa il 10 giugno 1948.
- Peg del mio cuore, commedia di Hartley Manners, regia di Enzo Convalli, trasmessa il 1⁰ luglio 1948.
- Le trombe di Eustachio di Vitaliano Brancati, regia di Renzo Convalli, trasmessa il 24 agosto 1948.
- Amphitrion 38, commedia di Jean Giraudoux, regia di Enzo Ferrieri, trasmessa il 2 settembre 1948.
- Il padre prodigo di Alessandro Dumas, regia di Enzo Convalli, trasmessa il 22 gennaio 1949.
- Il limite della strada di Jean Giono, regia di Enzo Ferrieri (1949)
- La prima giornata di primavera di Dodie Smith, regia di Enzo Ferrieri, trasmessa il 7 marzo 1949.
- Riunione di famiglia, commedia di T. S. Eliot, regia di Enzo Ferrieri, trasmessa il 28 marzo 1949.
- I ciechi di Maurice Maeterlinck, regia di Enzo Ferrieri, trasmessa il 9 giugno 1949.
- Il fiore sotto gli occhi, commedia di Fausto Maria Martini, regia di Enzo Convalli, trasmessa il 14 novembre 1949.
- Il labirinto di Sergio Pugliese, regia di Enzo Ferrieri, trasmessa il 9 gennaio 1950.
- Adelchi, tragedia di Alessandro Manzoni, regia di Enzo Ferrieri (1950)
- Un angiolo da nulla, dramma di André Puget, regia di Enzo Ferrieri, trasmesso il 21 agosto 1950.
- Asmodeo di François Mauriac, regia di Enzo Ferrieri, trasmessa il 25 luglio 1952.
- Lord Inferno, commedia di Max Beerbohm, trasmessa il 21 dicembre 1952.
- Il trifoglio fiorito, tragicommedia di Rafael Alberti, regia di Enzo Ferrieri, trasmessa il 8 gennaio 1954.
- Il tempo e la famiglia Conway, commedia di J.B.Priestley, regia di Anton Giulio Majano, trasmessa il 21 maggio 1956.
- La rosa tra i rovi, commedia di Bret Harte, regia di Gian Domenico Giagni, trasmessa il 30 maggio 1956.
- Zia Vaniana di Clotilde Massi, regia di Enzo Convalli, trasmessa il 6 dicembre 1956.
- Tristi amori di Giuseppe Giacosa regia di Eugenio Salussolia, trasmessa il 9 aprile 1957.
- Prime piogge di Enrico Pea, regia di Alberto Casella, trasmessa il 12 aprile 1957.

## Teatro

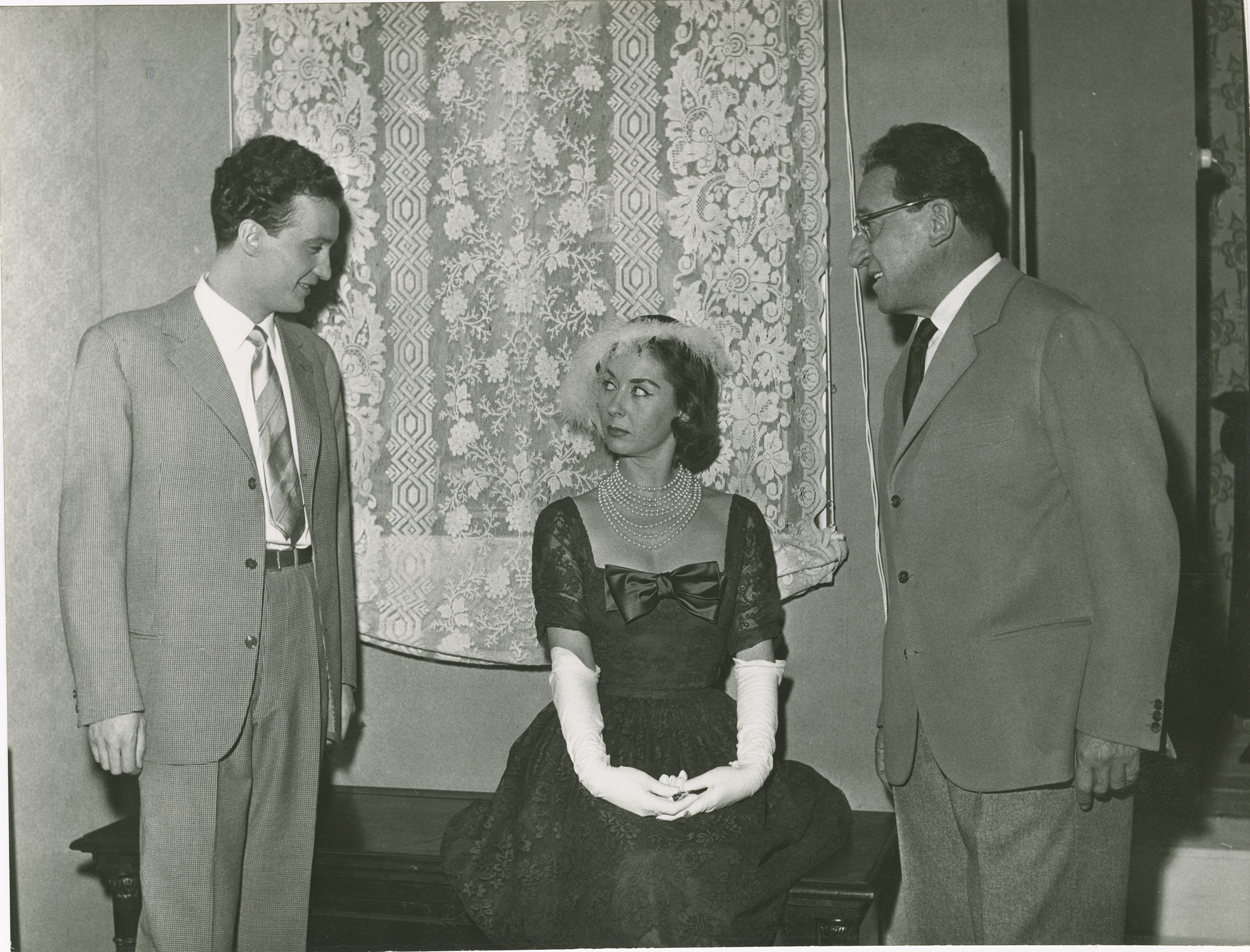
Nando Gazzolo con Xenia Valderi e Carlo Ninchi durante la rappresentazione della commedia La prova decisiva (1955) di Mario Soldati al Teatro Olimpia di Milano

- Antonio e Cleopatra di William Shakespeare (1951)
- Amleto di William Shakespeare (1954)
- Assassinio nella cattedrale di T. S. Eliot, regia di Mario Ferrero, Chiostro di San Bernardino di Verona, 19 agosto 1955.
- Il mercante di Venezia di William Shakespeare, regia di Mario Ferrero, Teatro romano di Verona, 22 agosto 1955.
- La prova decisiva di Mario Soldati (1955)
- L'anfitrione di Plauto (1975)
- Chi ruba un piede è fortunato in amore di Dario Fo (1976)
- L'anfitrione di H. Von Kleist (1985)
- Il giuoco delle parti di Luigi Pirandello (1985)
- Il mondo è un gran teatro (1989)
- Il giorno della civetta di Leonardo Sciascia, regia di Melo Freni (1991)
- Non si sa come, regia di Walter Manfrè (1992)
- Il gioco dei poteri, da Il Tartuffo, regia di Nando Sessa (1993)
- Il cadavere vivente, regia di Sandro Giupponi (1995)
- Francesco e il Re, regia di Sandro Giupponi (1997)
- Forse...sognare, regia di Giuseppe Venetucci (1998)
- Il mercante di Venezia di William Shakespeare, regia di Nucci Ladogana (1999)
- Re Lear di William Shakespeare, regia di Nucci Ladogana (2002)
- Sul lago dorato di Ernest Thompson (2003)
- Servo di scena di Ronald Harwood (2006)
- Il burbero benefico di Carlo Goldoni (2007)

## Discografia parziale

### Album
- 1971 - Solzenicyn e le nuove voci della Russia
- 1973 -  Palermo racconta (con Corrado Demofonti)

### Singoli
- 1969 - Di notte/Nachts (Di notte) (split con Roland W.)
- 1970 - Quando si ama/Per Elisa (split con Fritz Weber)
- 1971 - Dimmi ancora "Ti voglio bene"/La bamba (split con Cesco Anselmo e la sua Orchestra)